# Hans Höller
Hans Höller, né en 1947 à Vöcklabruck (Autriche), est un germaniste, philologue et professeur d'université autrichien.

## Biographie
À partir de 1967, Höller étudie la philologie allemande et classique à l'Université de Salzbourg. En 1973, il y obtient son doctorat avec la thèse « Critique d'une forme littéraire : essai sur Thomas Bernhard ». Il a ensuite travaillé comme maître de conférences à l'Université de Naples L'Orientale, à l'Université de Wroclaw et à l'Université de Montpellier (Université Paul-Valéry). À partir de 1979, il est chargé de cours à l'Institut d'études allemandes de l'Université de Salzbourg. En 1984, il y complète son habilitation avec l'ouvrage « Expérience de l'histoire : l'œuvre d'Ingeborg Bachmann depuis les premiers poèmes jusqu'au cycle Todesarten». Il a ensuite enseigné en tant que professeur agrégé ou professeur d'université de littérature allemande moderne à l'Institut d'études allemandes de l'Université de Salzbourg. Il a pris sa retraite en 2012.
Höller est membre correspondant de la classe philosophique et historique de l'Académie autrichienne des sciences pour l'Allemagne et a, entre autres, rédigé des études philologiques sur Thomas Bernhard, Ingeborg Bachmann et Gerhard Amanshauser. Jusqu'en 2020, il a été l'un des rédacteurs généraux de l'édition Salzburger Bachmann, publiée par Suhrkamp et Piper. 

## Ouvrages traduits en français
- Hans Höller (trad. de l'allemand), Thomas Bernhard – Une vie, Paris, L'Arche, 1994, 224 p. (ISBN 9782851813411)
- Hans Höller (trad. de l'allemand), Ingeborg Bachmann, Actes Sud, 2006, 200 p. (ISBN 978-2-7427-6508-9)